# Derrick (Vorname)
Derrick ist ein männlicher Vorname.

## Varianten
Theodoric (althochdeutsch), Theodorich (gotisch), Dirk (niederländisch), Dietrich (deutsch), Derek, Derrike

## Namensträger
- Derrick Adkins (* 1970), US-amerikanischer Leichtathlet
- Derrick Allen (1930–1978), englischer Fußballspieler
- Derrick Allen (* 1946), englischer Fußballspieler
- Derrick Allen (* 1980), US-amerikanischer Basketballspieler
- Derrick Atkins (* 1984), bahamaischer Leichtathlet
- Derrick Brew (* 1977), US-amerikanischer Sprinter und Staffel-Olympiasieger
- Derrick Brown (* 1987), US-amerikanischer Basketballspieler
- Derrick Byars (* 1984), US-amerikanischer Basketballspieler
- Derrick Greenslade Childs (1918–1987), anglikanischer Bischof
- Derrick Coleman (* 1967), US-amerikanischer Basketballspieler
- Derrick Coleman (* 1990), US-amerikanischer American-Football-Spieler
- Derrick Collins (* 1965), US-amerikanischer Basketballschiedsrichter
- Derrick Favors (* 1991), US-amerikanischer Basketballspieler
- Derrick Gardner (* 1965), US-amerikanischer Jazzmusiker
- Derrick Harriott (* 1939), jamaikanischer Sänger, Komponist und Produzent
- Derrick Jefferson (* 1968), US-amerikanischer Schwergewichtsboxer
- Derrick Jensen (* 1960), US-amerikanischer Autor und Umweltaktivist
- Derrick Henry Lehmer (1905–1991), US-amerikanischer Mathematiker
- Derrick Norman Lehmer (1867–1938), US-amerikanischer Mathematiker
- Derrick May (* 1963), US-amerikanischer DJ, Mitbegründer des Detroit Techno
- Derrick Morgan (* 1940), jamaikanischer Sänger
- Derrick Ng (* 1987), kanadischer Badmintonspieler
- Derrick Phelps (* 1972), US-amerikanischer Basketballspieler
- Derrick Plourde (1971–2005), US-amerikanischer Schlagzeuger
- Derrick Rose (* 1988), US-amerikanischer Basketballspieler
- Derrick Shelby (* 1989), US-amerikanischer Footballspieler
- Derrick Taylor (* 1963), US-amerikanischer Basketballspieler und Basketballtrainer
- Derrick Tenai (* 1968), salomonischer Bogenschütze
- Derrick Walser (* 1978), kanadischer Eishockeyspieler
- Derrick Williams (* 1991), US-amerikanischer Basketballspieler
- Derrick Zimmerman (* 1981), US-amerikanischer Basketballspieler

## Familienname
- Siehe Derrick (Begriffsklärung)